# Pierre Aubameyang
Pour les articles homonymes, voir Aubameyang.
Pierre François Aubameyang, dit Pierre Aubame, né le 29 mai 1965 à Bitam (Gabon), est un footballeur international gabonais qui évolue aux postes de défenseur ou de milieu défensif durant sa carrière.
Il est le père de Catilina Aubameyang, Willy Aubameyang, et Pierre-Emerick Aubameyang.

## Biographie

### Carrière en club
Né sous le nom de Pierre-François Aubame-Eyang, il fut contraint lors de l'adoption de la nationalité française de ne garder qu'un seul nom. Il choisit de contracter ses deux noms afin de donner Aubameyang. Cependant, il se fit connaître comme Aubame ou Aubame Yaya.
Il arrive en France à 15 ans, accompagnant sa sœur lorsqu'elle est nommée à l'ambassade du Gabon à Paris. Il signe sa première licence au CA Paris 14 avant de rejoindre deux ans plus tard l'USM Malakoff, club de banlieue parisienne évoluant en D3. Il est conseillé à Michel Le Milinaire par l'entraîneur de Malakoff, par le biais d'un ami commun qui deviendra recruteur pour le Stade lavallois. L'essai est concluant et il intègre le centre de formation du club mayennais en juillet 1984, sous contrat stagiaire.
Il joue dans un premier temps avec l'équipe réserve en D3, comme avant-centre. Volontaire et déterminé, d'un contact franc et chaleureux, il débute à 20 ans en première division. Très bon défensivement, il est repositionné comme arrière à la fin de l'année 1985. Il intègre de façon régulière le onze de départ de Le Milinaire à partir de décembre 1986 et signe son premier contrat professionnel en 1987. Il s'impose au fil des années comme l'un des meilleurs stoppeurs en France, un poste où il se fait remarquer par sa détente verticale et sa vivacité. En 1988 il est atteint d'un mal mystérieux qui l'empêche de marcher et l'éloigne des terrains pendant près d'un an. Son coéquipier Frank Lebœuf affirme qu'il aurait été débarrassé de ce mal par un guérisseur sarthois. Avec la relégation en D2 et le départ de Sékana Diaby, Le Milinaire recompose sa charnière centrale et l'associe à Frank Lebœuf pendant une saison et demie. Au départ de Lebœuf il opère comme libéro, pour ses six derniers mois à Laval.
Aubame quitte le Stade lavallois le 30 juin 1991 pour Le Havre AC, promu en D1. Associé à André Kana-Biyik comme milieu défensif, il s'impose sous le maillot havrais et porte le brassard de capitaine. Il contribue au maintien de son club pendant trois saisons puis rejoint le Toulouse FC, relégué en D2. Au total Pierre Aubame a joué 165 matches en première division française.
En 1995 il fait son retour au Gabon, au FC Libreville, avant de s'envoler pour la Colombie, où il joue à l'Atlético Junior. Après une saison en quatrième division italienne à Triestina, il fait son retour en D2 à l'OGC Nice. Il joue une dernière saison senior au FC Rouen en Nationale. À partir de 2004 il est licencié avec l'équipe des vétérans du Paris FC, avec laquelle il joue toujours en 2017.

### Parcours en sélection
Pierre Aubame est international gabonais à 82 reprises entre 1985 et 1998 et dispute la CAN en 1994 et 1996. En 1986, seul Gabonais à évoluer en D1 française, il est considéré comme le joueur le plus populaire de son pays. Il fut capitaine de la sélection gabonaise.

### Reconversion
Dans les années 2000 Pierre François Aubameyang est employé par le Milan AC où il officie comme superviseur et dénicheur des futurs talents qui porteront le maillot rouge et noir. On lui prête par exemple la découverte du breton Yoann Gourcuff alors plus jeune titulaire du Stade rennais FC et grand espoir du club. Ce serait donc Pierre François Aubameyang qui aurait convaincu le président italien Silvio Berlusconi et permis l'aboutissement de cette signature au cours de l'été 2006.
En 2011 il est le sélectionneur de l'équipe du Gabon A' qui dispute le CHAN, une compétition réservée aux joueurs locaux. La sélection est éliminée au premier tour de la compétition. En 2018 il est pressenti pour être co-sélectionneur du Gabon, mais refuse le poste.

## Palmarès
- Vainqueur de la Coupe de l'UDEAC en 1985 avec le Gabon
- Quart de finaliste de la Coupe d'Afrique des Nations en 1996 avec le Gabon.

## Vie personnelle
Pierre Aubame est le père de Catilina Aubameyang, Willy Aubameyang, et Pierre-Emerick Aubameyang. Son dernier fils, Félix (né le 29 juin 1989), évolue dans le milieu musical.